# Trubadur (opera)
Trubadur (Il trovatore) – opera Giuseppe Verdiego w czterech aktach na podstawie libretta Leone Emanuele Bardare i Salvadore Cammarano.

## Historia utworu
Pracę nad librettem rozpoczął Cammarano, wzorując się na dramacie Trubadur Gutiereza, dokończył Bardare po śmierci poprzednika. Efektem końcowym tego wspólnego dzieła stała się bardzo zagmatwana, pełna nieprawdopodobnych wydarzeń historia, często krytykowana, wręcz wyśmiewana przez odbiorców (np.: Cyganka przez roztargnienie wrzuca własne dziecko na stos, będąc przekonaną, że to porwany chłopiec). Jednak pomimo słabej treści opera ta była przez wiele lat po premierze w 1853 r. jedną z najpopularniejszych na świecie, a zawdzięczała to bogactwu melodii. Na uwagę zasługuje pieśń Azuceny (Stride la vampa), sławne Miserere, efektowna stretta trubadura (Di quella pira), a także większy niż we wcześniejszych operach udział chóru.

## Osoby
- Hrabia Luna – baryton
- Leonora – sopran
- Azucena – Cyganka – mezzosopran
- Manrico – trubadur – tenor
- Ferrando – wasal hrabiego – bas
- Inez – powiernica Leonory – sopran
- Ruiz – Cygan – tenor
- Stary Cygan – bas
- Szlachta, Cyganie, służba

## Treść
Akcja toczy się w Hiszpanii (Aragonie i Biscaglii) w XV wieku.

### Akt I
Odsłona 1
Na zamku hrabiego Luny kapitan Ferrando opowiada historię zniknięcia młodszego brata swojego pana. Dworzanie dowiadują się również, że żyje jeszcze córka tej Cyganki, która porwała dziecko, a sama została spalona.
Odsłona 2
W zamkowym ogrodzie. Leonora czeka, jak każdej nocy, na swojego ukochanego trubadura Manrica. Ma nadzieję, że ten znowu zaśpiewa pod jej balkonem miłosną serenadę. Zjawia się jednak hrabia Luna, nierozpoznany w pierwszej chwili przez Leonorę, która sądzi, że to jej Manrico. Dopiero, gdy zjawia się prawdziwy trubadur, sprawa wychodzi na jaw. Kłótnia mężczyzn, kochających tę samą kobietę przekształca się w walkę na miecze, w której Manrico zostaje ranny, jednak udaje mu się zbiec zanim nadbiegną wezwani przez hrabiego ludzie.

### Akt II
Odsłona 1
Obóz Cyganów. Manrico oddał się tutaj pod opiekę swojej matki, cyganki Azuceny. Ta wyznaje mu, że nie jest jego prawdziwą matką, ale nic więcej nie powie. Tymczasem Leonora, która jest przekonana, że jej ukochany nie żyje, ukrywa się przed hrabią i chce wstąpić do klasztoru. Ruiz, przyjaciel Manrica przynosi te wieści do obozu, co skłania trubadura do natychmiastowego działania.
Odsłona 2
Klasztor. Właśnie mają się odbyć obłóczyny Leonory. Luna, który nie chce do tego dopuścić, szykuje się do uprowadzenia kobiety, która wraz z innymi mniszkami chodzi wokół klasztoru śpiewając modlitewne pieśni. Przeszkadza mu w tym Manrico z przyjaciółmi; hrabia Luna musi zrezygnować. Leonora przekonuje się, że była w błędzie, jej ukochany żyje, nie myśli już o klasztorze.

### Akt III
Odsłona 1
Obóz hrabiego Luny. Pojmana Azucena zostaje oskarżona o zabicie młodszego brata hrabiego. Nie chce wyznać swojej tajemnicy, jednak uparcie twierdzi, że jest niewinna. Hrabia wie, że to matka jego rywala, nie waha się wziąć ją na tortury.
Odsłona 2
Manrico dowiaduje się o uwięzieniu przybranej matki i pomimo zbliżającej się ceremonii ślubu z Leonorą, który ma się odbyć w klasztorze, spieszy na ratunek torturowanej Cygance.

### Akt IV
Odsłona 1
Manrico zostaje pojmany, skazany przez hrabiego na śmierć i osadzony w lochu, gdzie oczekuje wykonania wyroku. Leonora błaga Lunę o litość, ale ten jest niewzruszony. Ustępuje, dopiero gdy zrezygnowana kobieta obiecuje oddać siebie samą jako zapłatę. Uzyskawszy zgodę, wypija truciznę.
Odsłona 2
W lochu więziennym. Azucena jest umierająca, czuwa przy niej skazaniec Manrico. Do celi wchodzi Leonora prosząc ukochanego by uciekał. Trucizna zaczęła właśnie działać, po chwili kobieta słabnie, wreszcie pada martwa. Wbiega Luna, który widząc śmierć Leonory, czuje się przez nią oszukany. W porywie gniewu rozkazuje zabić trubadura natychmiast. Azucena wyznaje hrabiemu, że zabił własnego brata.